# Talijanizam
Talijanizam je posuđenica iz talijanskoga jezika. Talijanizmi se javljaju u priobalnom području Hrvatske, najčešće u krajevima koji su bili pod Mletačkom vlašću, a posebice su prisutni u čakavštini. Neki se talijanizmi upotrebljavaju i u kontinentalnom području.

U tablici su primjeri s njihovom etimologijom:  
| Talijanizam | Standardni talijanski | Standardni hrvatski |
| barka       | barca                 | čamac               |
| pasat       | passare               | proći               |
| pjat        | piatto                | tanjur              |
| priša       | prisa                 | žurba, hitnja       |
| ređipet     | reggipetto            | prsluk              |
| rubinet     | rubinetto             | slavina             |
| šjor        | signore               | gospodin            |
| škatula     | scatola               | kutija              |
| šporko      | sporco                | prljavo             |
| šugat       | asciugare             | sušiti              |
| šugaman     | asciugamano           | ručnik              |
| timun       | timone                | kormilo,volan       |

## Vanjske poveznice
- Talijanizmi u hrvatskome jeziku